# Reprodukční číslo

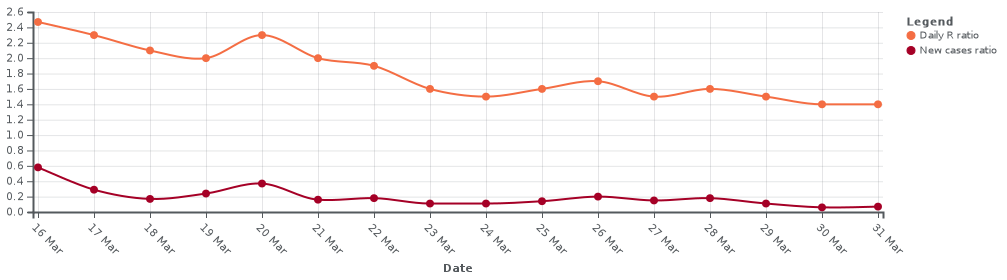
Efektivní index nakažlivosti v ČR během pandemie covidu-19 v březnu 2020

Základní reprodukční číslo (též index nakažlivosti, zkratka R0, anglicky basic reproduction number) je v epidemiologii číslo vyjadřující pro konkrétní infekční nemoc předpokládaný počet osob, které jedna nakažená osoba touto nemocí dále nakazí v populaci, kde všichni jedinci jsou k této nemoci náchylní (tj. nemají vytvořenou imunitu, ať už přirozenou nebo díky očkování).
Základní reprodukční číslo udává počáteční hodnotu nakažlivosti v dané populaci podle použitého modelu, a to před přijetím ochranných opatření. Je to odhad infekčnosti onemocnění.
Index nakažlivosti R0 by neměl být zaměňován s efektivním reprodukčním číslem (zkratka Rt), které označuje nakažlivost infekce v populaci v daném čase (proto s indexem t) a používá se pro sledování vývoje epidemiologické situace v populaci. Pro Rt větší než 1 počet nově nakažených stoupá, čím je vyšší, tím se nákaza šíří rychleji. Pro Rt menší než 1 počet nově nakažených naopak klesá, můžeme očekávat vyhasnutí epidemie.

## Charakteristika
Některé definice indexu nakažlivosti, například definice australského ministerstva zdravotnictví, dodávají absenci „jakéhokoli úmyslného zásahu do přenosu nemoci“. Z definice vyplývá, že index nakažlivosti nelze modifikovat očkovacími kampaněmi. R0 je bezrozměrné číslo. Nejedná se tedy o míru s jednotkou času.
| Nemoc                                        | Způsob přenosu       | R0      |
| -------------------------------------------- | -------------------- | ------- |
| spalničky                                    | vzduchem             | 12–18   |
| plané neštovice                              | vzduchem             | 10–12   |
| příušnice                                    | kapénkami            | 10–12   |
| dětská obrna                                 | fekáliemi, slinami   | 5–7     |
| zarděnky                                     | kapénkami            | 5–7     |
| černý kašel                                  | kapénkami            | 5,5     |
| pravé neštovice                              | kapénkami            | 3,5–6   |
| HIV/AIDS                                     | tělesnými tekutinami | 2–5     |
| SARS                                         | kapénkami            | 2–5     |
| záškrt                                       | slinami              | 1,7–4,3 |
| covid-19                                     | kapénkami            | 1,4–3,9 |
| chřipka (španělská chřipka, 1918–1920)       | kapénkami            | 1,4–2,8 |
| ebola (epidemie v západní Africe, 2013–2016) | tělesnými tekutinami | 1,5–2,5 |
| chřipka (mexická prasečí chřipka, 2009–2010) | kapénkami            | 1,4–1,6 |
| chřipka (sezónní epidemie)                   | kapénkami            | 0,9–2,1 |
| MERS                                         | kapénkami            | 0,3–0,8 |

Index nakažlivosti není pro patogen biologická konstanta, protože je ovlivňován dalšími faktory, jako vhodnost prostředí pro šíření patogenu a chování infikované populace. Hodnoty R0 jsou obvykle odhadovány z matematických modelů a bývají proto závislé na použitém modelu a hodnotách dalších použitých parametrů. Hodnoty uváděné v literatuře tedy mají smysl pouze v daném kontextu. Nedoporučuje se proto používat zastaralé hodnoty nebo srovnávat hodnoty založené na různých modelech. Index R0 sám o sobě nedává odhad, jak rychle se infekce šíří v populaci.
Reprodukční číslo má smysl pouze pro populační skupiny, v níž se epidemie reálně šíří. V situaci, kdy existují pouze lokální ohniska a ve zbytku populace či státu se onemocnění prakticky nevyskytuje, neposkytuje celkové R v podstatě žádnou validní informaci.
Index nakažlivosti R0 se používá především při určování, zda se nově objevivší infekční onemocnění může rozšířit v populaci, a jaký podíl populace by měl být imunizován očkováním k eradikaci onemocnění. V běžně používaných modelech platí, že když je R0 > 1, infekce má potenciál začít se šířit v populaci. Obecně platí, že čím vyšší je hodnota R0, tím těžší je udržet potenciální epidemii pod kontrolou. U jednoduchých modelů platí, že podíl populace, která musí být účinně imunizována (tj. že nebude již dále náchylná k infekci), aby se zabránilo trvalému šíření infekce, musí být větší než 1 - 1 / R0. Naopak, podíl populace, která zůstává náchylná k infekci v endemické rovnováze, je 1 / R0.
Index nakažlivosti je ovlivňován různými faktory, jako doba nakažlivosti nemocných, infekčnost organismu (množství organismem dále šířených patogenů) a počet náchylných lidí v populaci, se kterými jsou nakažení v kontaktu.

## Metody odhadu
Během epidemie je obvykle znám počet pozitivně diagnostikovaných případů {\displaystyle N(t)} za čas {\displaystyle t}. V počátcích epidemie je růst případů exponenciální, přičemž rychlost růstu je logaritmická:
{\displaystyle K={\frac {d\ln(N)}{dt}}.}
Jelikož jde o exponenciální růst, {\displaystyle N} může být interpretováno jako kumulativní počet pozitivně diagnostikovaných případů (včetně osob, které se úspěšně vyléčily) nebo jako aktuální počet diagnostikovaných pacientů; logaritmická míra růstu je stejná pro obě definice. Pro výpočet {\displaystyle R_{0}} je následně nezbytné odhadnout dobu mezi vystavením se infekci a diagnózou a dobu mezi vystavením se infekci a okamžikem, kdy nakažená osoba začne infekci sama šířit dále.
V tomto modelu má infekce následující fáze:
1. Expozice: jedinec je nakažený, nevykazuje symptomy, a není zatím nakažlivý (nepřenáší infekci). Doba expozice je {\displaystyle \tau _{E}}.
2. Latence: jedinec je nakažený, nevykazuje symptomy, ale je nakažlivý (přenáší infekci). Doba latence je {\displaystyle \tau _{I}}. Během této doby nakazí průměrně {\displaystyle R_{0}} dalších osob.
3. Izolace po diagnóze: jedinec je stále nakažlivý, ale jsou přijata opatření (například umístěním nakažené osoby do izolace), aby se infekce dále nešířila.

V modelu SEIR lze {\displaystyle R_{0}} vyjádřit následující rovnicí:
{\displaystyle R_{0}=1+K(\tau _{E}+\tau _{I})+K^{2}\tau _{E}\tau _{I}.}
Tato metoda odhadu byla aplikována na covid-19 a SARS. Jedná se o řešení diferenciální rovnice:
{\displaystyle {\frac {d}{dt}}{\begin{pmatrix}n_{E}\\n_{I}\end{pmatrix}}={\begin{pmatrix}-1/\tau _{E}&R_{0}/\tau _{I}\\1/\tau _{E}&-1/\tau _{I}\end{pmatrix}}{\begin{pmatrix}n_{E}\\n_{I}\end{pmatrix}}.}
{\displaystyle n_{E}} je počet jedinců v období expozice a {\displaystyle n_{I}} počet jedinců v období latence. {\displaystyle K} je logaritmická míra růstu zmíněná výše.